# Filtro passa-altas
Um filtro passa-altas (português brasileiro) ou passa-alto (português europeu) é um filtro que permite a passagem das frequências altas com facilidade, porém atenua (ou reduz) a amplitude das frequências abaixo de frequência de corte. A quantidade de atenuação para cada frequência varia de filtro para filtro. O filtro passa-altas possui um princípio de funcionamento oposto ao do filtro passa-baixas. Veja também o filtro passa-banda.
Ele é muito utilizado para bloquear as frequências baixas não desejadas em um sinal complexo enquanto permite a passagem das frequências mais altas. As frequências são consideradas 'altas' ou 'baixas' quando estão acima ou abaixo da frequência de corte, respectivamente.

## Implementação

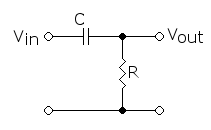
Um filtro passa-alto passivo de primeira ordem utilizando um circuito RC

O filtro passa-altas, o mais simples existente consiste de um capacitor em série com um resistor. O valor da resistência vezes o valor da capacitância (R×C) é a constante de tempo; ela é inversamente proporcional à frequência de corte.
Em termos de tensão, a frequência de corte é definida como a frequência na qual a tensão é reduzida a {\displaystyle Vs=0.707Ve} , em dB esse valor é (-3 dB).
Modelos matemáticos usados no estudo de filtros passa-altas:
Frequência de corte:
{\displaystyle f_{C}={1 \over 2\pi RC}}
Ganho de tensão em dB:
{\displaystyle G_{dB}=20\operatorname {log} \,\left|{Vs \over Ve}\right|}
Ganho de tensão:
{\displaystyle G=\left|{Vs \over Ve}\right|}
ou:
{\displaystyle G={1 \over \left[\left({1 \over \omega RC}\right)^{2}+1\right]^{1 \over 2}\quad }}
Onde:
- fc é a frequência, dada em hertz
- R é o valor de R, dado em ohms
- C é o valor de C, dado em farads.

Um modo de compreender este circuito é se voltar ao tempo que o capacitor leva para se carregar. O capacitor leva um certo período de tempo para carregar e descarregar através do resistor:
- A baixas frequências, existe muito tempo para que o capacitor se carregue até atingir praticamente a mesma voltagem que a tensão de entrada, de modo que a tensão no resistor R se aproxima do zero.
- A altas frequências, o capacitor tem tempo apenas para uma pequena carga antes que as entradas invertam sua polaridade. A saída sobe e desce apenas uma pequena quantia de tempo com relação às subidas e descidas da entrada. A uma frequência dobrada, existe tempo apenas para que o capacitor se carregue metade do que poderia se carregar antes, de modo que a tensão sobre o resistor R se aproxima ao valor da entrada.

Outra forma de compreender este circuito é com a ideia de reatância em uma frequência particular:
- Como a CC não pode passar através do capacitor, a corrente de entrada CC é "bloqueada" e não chega até a saída (como se o capacitor tivesse sido removido do circuito).
- Como a CA flui com facilidade pelo capacitor, a entrada CA "passa" através do capacitor, atuando de forma semelhante a um curto-circuito ao terra (como se o capacitor tivesse sido substituído por um fio), permitindo que todo a corrente passe para a saída.

Deve-se perceber que o capacitor não é um componente "ligado/desligado" (como a explicação de bloqueio ou passagem acima). O capacitor irá ter uma atuação que varia entre estes dois experimentos, reduzindo a sua impedância com o aumento da frequência. Seu gráfico e sua resposta em frequência mostram esta variação.

## Aplicações
Tal tipo de filtro poderia ser utilizado para direcionar as altas frequências a um tweeter enquanto bloqueia os sinais mais graves que poderiam interferir ou danificar o alto-falante. Um filtro passa-baixas poderia ser utilizado simultaneamente para direcionar as baixas frequências ao woofer.